# El viaje de los comediantes
El viaje de los comediantes (Ο Θίασος) es una película griega dirigida por  Theo Angelopoulos en el año 1975

## Argumento
Es un film que se sitúa entre los años 1939 a 1952. Revela la historia turbulenta de la época, a través de una compañía de actores que pasan 14 años recorriendo provincias, ciudades y pueblos.

## Premios
En 1975:
- "International Film Critics Award (FIPRESCI)", Festival de Cannes.
- Mejor película, Mejor Director, Mejor Guion, Mejor Actor, Mejor actriz, "Greek Critics Association Awards", "Thessaloniki Film Festival"
- "Interfilm Award, «Forum»" Festival del Berlín.

En 1976:
- Mejor película del año, British Film Institute.
- Mejor película en el mundo, 1970-1980 Italian Film Critics Association
- Una de las mejores películas en la historia del Cine FIPRESCI
- "Grand Prix of the Arts", Japón.
- Mejor película del año, Japón.
- "Golden Age Award", Bruselas.